# Anders Kirkegaard
Anders Kirkegaard (født 28. januar 1946 i Holstebro,, død 25. juni 2024 i Hundested) var en dansk billedkunstner.

## Karriere
Kirkegaard voksede op i Vejle og på Østerbro i København. Han blev uddannet fra Det Kongelige Danske Kunstakademi i København 1964-1967 og modtog privat undervisning af Helge Ernst og Svend Wiig Hansen. Han debuterede på Kunstnernes Efterårsudstilling i 1963, og blev i 1967 medlem af kunstnergruppen Decembristerne, som han forlod i 1986. Fra 1990 udstillede han på Den Frie Udstilling.
Hans maleri var figurativt med surrealistiske undertoner, ekspressivt kropslige elementer og kraftfulde farver. Kunstnerens selvportræt og egen fysiognomi var et tilbagevendende udgangspunkt for fortolkning.
Fra begyndelsen af 1970'erne ses kristent-religiøse elementer i hans kunst, initieret af arbejdet med forslag til alterbillede under titlen Bebudelse-Bespottelse til Struer Kirke, og udstillingen Mens vi venter på en ny Johannes, Randers Kunstmuseum 1971-72. Med 25 parafraser over L.A. Rings Sommerdag ved Roskilde Fjord, som i 2010 var udstillet på Randers Kunstmuseum, manifesterer han såkaldte psykiske landskaber.
Anders Kirkegaard har skabt flere udsmykninger, bl.a. gavlmalerier i Brande, samt den tre-fløjede altertavle til Sankt Nicolai Kirke i Vejle i 2021 og prædikestolen i Torsted Kirke.
Anders Kirkegaard er rigt repræsenteret på Vejle Kunstmuseum, samt på en række andre danske museer.

## Tillidsposter og hverv
I 1967, 1977-78, 1994 var han censor ved Kunstnernes Efterårsudstilling, i 1970-71 censor for KP Kunstnernes Påskeudstilling, medlem af repræsentantskabet for Statens Kunstfond 1985-89 og 1994. Han var også medlem af kunstudvalget i Frederiksborg Amt 1994-98 og 2004-07, samt medlem af bestyrelsen for BKF Billedkunstnernes Forbund.
En overgang var han desuden underviser og afdelingsleder ved Det Fynske Kunstakademi og Det Jyske Kunstakademi, ligesom han har været kunstkonsulent for Birkerød Kommune og skribent i Kristeligt Dagblad.

## Stipendier og legater
Som 22-årig modtog han første gang arbejdslegat fra Statens Kunstfond og siden flere. Desuden Henry Heerups Legat 1972 og 1994, Oluf Hartmann 1978, Ole Haslund 1979 og 1986. I 1989 modtog Anders som den første Danmarks største malerlegat, Jens Søndergaards og hustrus Mindelegat. Fra 1983 modtog han selv Statens Kunstfonds livsvarige ydelse.

## Anerkendelser
- Eckersberg Medaljen (1982)